# Conocybe incarnata
Conocybe incarnata är en svampart som först beskrevs av Julius Schäffer, och fick sitt nu gällande namn av Hauskn. & Arnolds 2003. Conocybe incarnata ingår i släktet Conocybe och familjen Bolbitiaceae.  Artens status i Sverige är: Ej påträffad. Inga underarter finns listade i Catalogue of Life.